# Communauté de communes du Canal du Midi en Minervois
La Communauté de communes du Canal du Midi en Minervois est une ancienne communauté de communes française, située dans le département de l'Aude et la région Languedoc-Roussillon.

## Histoire
Elle est créée le 26 décembre 2002. Elle est dissoute le 31 décembre 2010. Ses communes ont intégré la communauté d'agglomération de la Narbonnaise, à l'exception de Mailhac et Paraza qui ont refusé,.

## Composition
Elle regroupait 12 communes:
| - Argeliers - Bize-Minervois - Ginestas - Mailhac | - Mirepeisset - Paraza - Pouzols-Minervois - Saint-Marcel-sur-Aude | - Saint-Nazaire-d'Aude - Sainte-Valière - Sallèles-d'Aude - Ventenac-en-Minervois |  |